# هبة أحمد (رفع أثقال)
هبة سيد أحمد مواليد1981
، هي رافعة أثقال مصرية من متحدي الإعاقة.

## حياة مهنية
فازت بالميدالية الذهبية في فئة أقل من 67.5 كجم في بطولة العالم 2002 في كوالالمبور، والألعاب البارالمبية الصيفية 2004 في أثينا. في ألعاب بكين البارالمبية الصيفية لعام 2008، كان وزنها في تلك الفترة 79.94 كجم. حيث فازت هبة أحمد بالميدالية الذهبية في فئة أقل من 82.5 كجم، وحققت أربعة أرقام قياسية عالمية في محاولاتها الأربع،وكان الرقم القياسي الأول في محاولاتها الأولى برفع 145 كجم، وكسرته في محاولتها الثانية برفع 150 كجم، وكسرته في محاولتها الثالثة برفع 152.50 كجم، وكسرته في محاولاتها الرابعة برفع 155 كجم، وحصدت 96.56 نقطة.
فازت بالميدالية الفضية في وزن فوق 82.5 كجم في الألعاب البارالمبية الصيفية 2012 في لندن، حيث رفعت 140 كيلوجرامًا، وفشلت في رفع 145 كجم، وحصدت 80.18 نقطة، كان وزنها في تلك الفترة 93.52 كجم، وحصدت النيجيرية جريس أنوزي على الميدالية الذهبية برفعها وزن 162 كيلو جرامًا، وحصدت المكسيكية بيرلا بارسيناس على البرونزية برفعها وزن 135 كيلوجرامًا، وأطلقت أول زغروطة في تاريخ الألومبياد بمناسبة إحرازها الميدلية الفضية، فرحًا بهذا الإنجاز.

## الحياة الخاصة
درست هبة علم النفس في جامعة الزقازيق. وتقيم في الزقازيق في مصر.

## الإصابة
قالت في حديثها مع نيويورك تايمز في عام 2008 أنها أصيبت بالضعف عندما كانت صغيرة، فأصيبت بشلل الأطفال، ولديها الآن دعامات معدنية على ساقيها.

## روابط خارجية
هبة أحمد على موقع AllPowerlifting.com (الإنجليزية)
- هبة أحمد على موقع Paralympic.org (الإنجليزية)